# Atheneum GO! Erasmus
Het atheneum GO! Erasmus, bekend onder de vroegere naam Koninklijk Atheneum Zelzate, is een middelbare school in de gemeente Zelzate. Op deze school kan je les volgen in de drie finaliteiten: doorstroomfinaliteit, dubbele finaliteit en arbeidsmarktfinaliteit (het vroegere ASO, TSO en BSO) en dit van het eerste tot het zevende middelbaar. 

## Geschiedenis
De school startte aanvankelijk in 1850 als gemeentelijke jongensschool. In 1927 werd deze school een 'Rijksmiddelbare School' en breidde de campus zich verder uit. In 2014 won de middenschool van de scholencampus, die toen MSGO Zelzate heette, de prijs van 'De strafste school van Vlaanderen' georganiseerd door radiozender MNM. Het atheneum zou tot 2022 bekend blijven als het Koninklijk Atheneum Zelzate of KAZ, de naam van de scholencampus veranderde echter in 2022 naar Campus GO! Erasmus. Op die manier wou men de leerlingen van zowel de basisschool, de middenschool als het atheneum dichter bij elkaar brengen onder één naam, één logo en in één grote campus.
De volledige scholencampus is onderdeel van het gemeenschapsonderwijs (GO!) en de Meetjeslandse scholengroep Dynamiek.

## Erfgoed

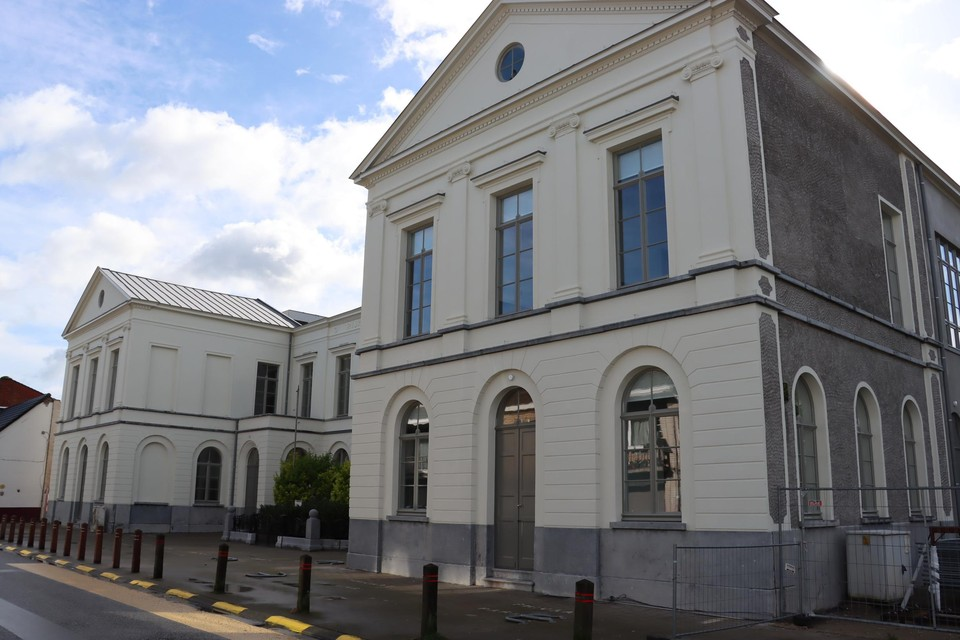
De vernieuwde en gerestaureerde gevel van het oude atheneum.

Op de scholencampus zijn een aantal beschermde monumenten. Zo is de neoclassicistische gevel van het oorspronkelijke hoofdgebouw van het atheneum, gebouwd in 1877 naar een ontwerp van de Gentse architect E. de Perre-Montigny, beschermd alsook het brugje in het schoolpark. Na lange leegstand en verval is het schoolgebouw volledig vernieuwd in 2024 en hebben de leerlingen van zowel de basisschool als het atheneum er opnieuw les in. 

## Bekende oud-leerlingen
- Freddy De vilder (politicus)
- Brent Meuleman (politicus)

## Website
https://www.campus-erasmus.be/atheneum/